# Персонализированная медицина
Персонализированная медицина (англ. personalized medicine) — также называемая персонифицированная медицина, прецизионная медицина, индивидуализированная медицина, — представляет собой совокупность методов профилактики патологического состояния, диагностики и лечения в случае его возникновения, основанных на индивидуальных особенностях пациента. К подобным индивидуальным особенностям относят генетические, эпигенетические, транскриптомные, протеомные, метаболомные и метагеномные маркеры, а также совокупность вариативных фенотипических признаков — как всего организма пациента, так и его отдельных тканей или клеток.

## История
Персональная медицина периодически привлекает внимание специалистов в области профилактики и лечения болезней уже на протяжении без малого трехсот лет новейшей истории. Уже с древности врачи стали подмечать, что различные приемы врачевания, снадобья и экстракты из лекарственных растений действуют на людей совершенно по-разному. К развитию индивидуальных подходов приложили усилия почти все выдающиеся врачеватели античного периода, и далее это направление активно развивалось в современном времени.
Сам по себе такой подход не является новым и для России. Блестящие врачи прошлого, включая основоположников отечественной терапии, физиологии и инфектологии М. Я. Мудрова, С. П. Боткина, И. М. Сеченова и др., вложили свой вклад в развитие персональных подходов и создание новых технологий обследования и лечения. М.Мудров разработал схему обследования больного, ввел в практику составление истории болезни, где рассматривали каждого пациента как уникальную комбинацию факторов наследственности и приобретенных качеств, проявляющуюся в специфических условиях жизни.
В современной дифференциальной диагностике патологии, после постановки диагноза доминирующим остается подход, направленный на лечение «болезни», как комплекса симптомов без учета особенностей физиологии пациента, его психосоциального контекста. Что приводит в ряде случаев к безуспешной борьбе с «заболеванием», как динамическим процессом, при котором индивидуальные характеристики пациента влияют на эффективность терапии и прогноз его течения.
В 90-х годах прошлого века специалист в области функциональной медицины Лео Голланд (США) предложил иной подход, получивший название «Пациент-ориентированная диагностика и лечение». Это принято считать зарождением прецизионной или персонифицированной медицины. В этой модели составление многофакторной базы данных на каждого пациента предполагает учет его биологических и психосоциальных особенностей. При этом общая картина складывается из множества деталей: результатов анализа работы различных систем организма (в том числе и на молекулярном уровне), наличия наследственных патологий и даже описания особенностей отношений в семье. В итоге, врач интегрирует поведенческие, метаболические, конституциональные, экологические факторы с фундаментальными методами дифференциальной диагностики болезней. При этом к понятию «диагностика» в модели Голланда возвращается первоначальное значение термина диагноз (от греч. «diagnosis» — «узнать до конца, тщательно»), а принцип Мудрова «лечить больного, а не болезнь» воплощается на новом уровне с помощью самых передовых технологий .
Новое направление неразрывно связано с молекулярной медициной, геномикой и постгеномной биологией, которые во многом обеспечивают развитие соответствующих инновационных технологий: клеточные и биомолекулярные методы и средства диагностики, профилактики, лечения и реабилитации.